# Pikachu
Pikachu (jap. ピカチュウ Pikachū) – fikcyjna postać z serii Pokémon. Pikachu jest jednym z najbardziej rozpoznawalnych Pokémonów, głównie ze względu na fakt, że jest on centralną postacią w serii anime. Pikachu jest powszechnie uważany za najbardziej popularnego Pokémona i jest traktowany jako oficjalna maskotka całej serii Pokémon. 

## Opis

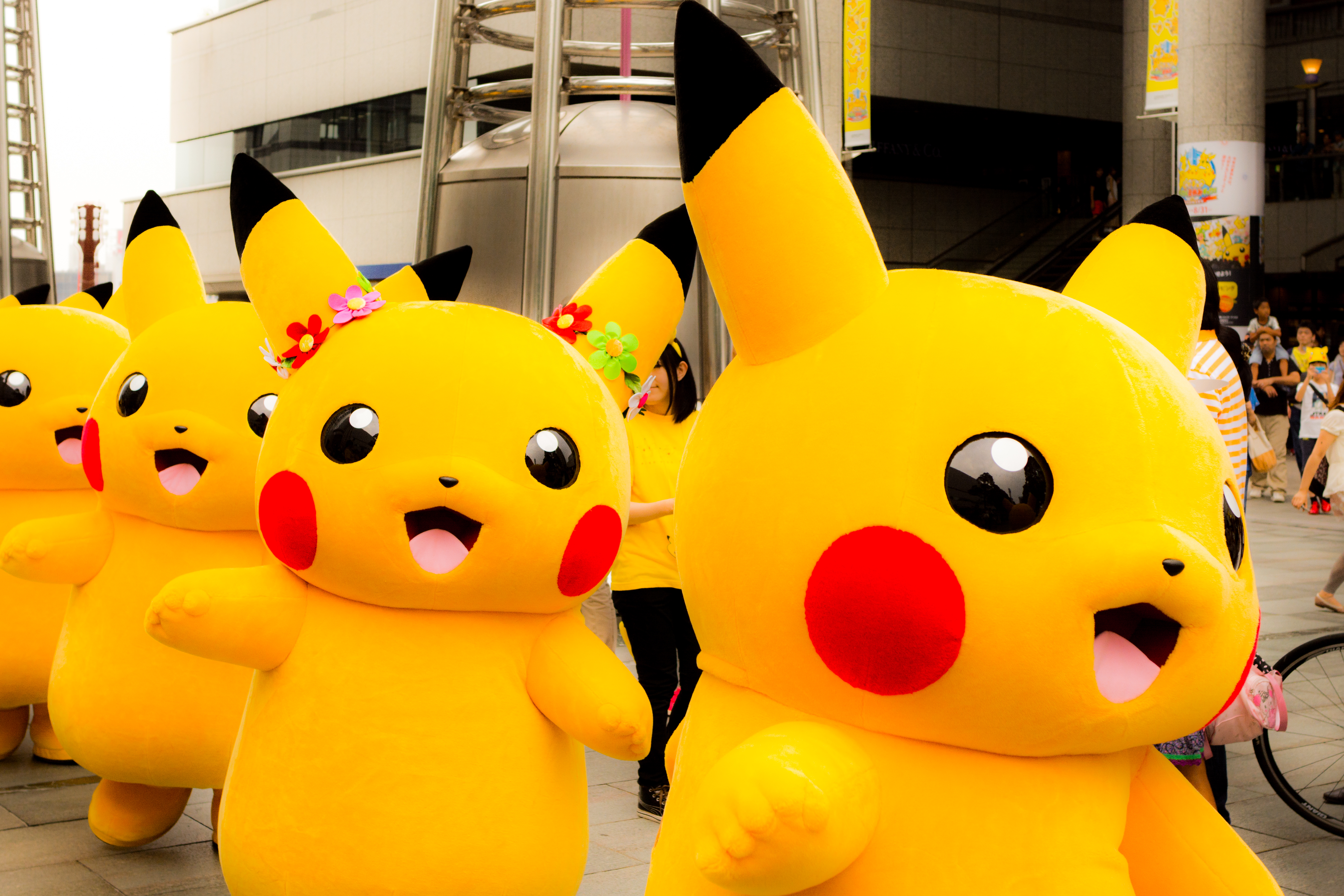
Marsz Pokemon w 2019

Pikachu jest żółty z brązowymi paskami na plecach, czarno zakończonymi uszami i czerwonymi policzkami. Według powszechnego efektu Mandeli ogon Pikachu ma czarne zakończenie, lecz jest to błędne wyobrażenie. W rzeczywistości ogon ma czerwony początek, a w dalszej części jest żółty.
Do ewoluowania w Raichu potrzeba mu kamienia Gromu. W drugiej i w kolejnych generacjach Pokémon ten ma także swoją wcześniejszą ewolucję – Pichu, który zmienia się w Pikachu, gdy nawiąże silną więź ze swoim trenerem. Gdy zbierze się kilka Pikachu, mogą spowodować burzę z piorunami.

## Pochodzenie nazwy

Samolot Boeing 747 linii All Nippon Airways z wizerunkiem Pikachu

Nazwa Pikachu jest prawdopodobnie złożeniem słowa pika (po japońsku błysk) i słowa chu, które jest onomatopeją pochodzącą z języka japońskiego, mającą oddawać dźwięki wydawane przez mysz.

## W grach wideo
Wersja Yellow była specjalnie stworzona, aby gracz mógł wczuć się w rolę Asha Ketchuma, z Alabastii i dlatego tak jak w anime na początku gracz otrzymuje właśnie Pikachu, ale nie może go złapać jako dzikiego Pokémona. W wersjach Green, Red i Blue można go złapać w Elektrowni (Power Plant), w mieście Wertania oraz w Lesie Wertańskim. W wersjach Gold i Silver Pikachu występuje na drodze numer 2, a w wersji Crystal można go dodatkowo wygrać w Game Corner w Prizmanii. W Hoenn jest dostępny w Safari Zone, w FireRed i LeafGreen tam, gdzie w Green, Red i Blue, jednak występuje wtedy rzadziej. W grach video, filmach pełnometrażowych i serialowych odcinkach głos Pikachu podłożyła Ikue Ōtani.